# 日光川
日光川（にっこうがわ）は、愛知県北西部を流れて伊勢湾に注ぐ河川。二級水系日光川の本流である。延長は41 km、流域面積は299 km2。

## 地理

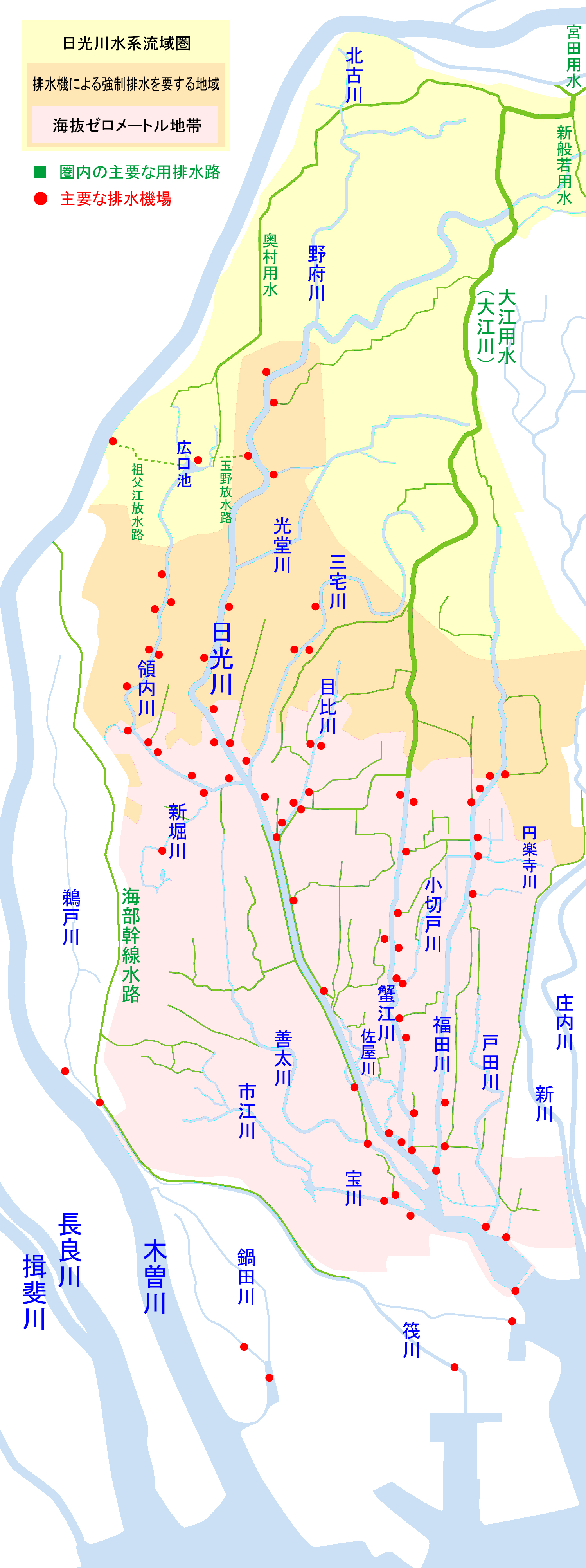
日光川水系の概略図

濃尾平野にある愛知県江南市の北部に源を発する。西に向かって流れた後、一宮市で支流の野府川を集める。稲沢市西部では支流の光堂川を集め、稲沢市域では名鉄尾西線と並行する。稲沢市と愛西市の境界付近では両側から領内川・三宅川を集めるが、三川の合流部には津島街道（津島上街道）と呼ばれる街道が通っており、織田氏の居城だった勝幡城址もある。蟹江町に入るとJR関西本線と近鉄名古屋線をくぐり、蛇行する佐屋川や大膳川をしり目に直線的な流路で南下する。下流部では蟹江川、福田川、善太川、戸田川などを集め、名古屋市港区と飛島村の境界の河口池から排水機によって伊勢湾へと排水される。
日光川の流域は全域が木曽川の氾濫原であり、源流から河口までの高低差は約20mに過ぎず、平均勾配は1/2,000程度という傾斜の緩い河川であり、周辺にも山地や丘陵地は存在しない。水系に属する河川のほぼ全てが木曽川左岸派川が江戸時代に締め切られた後に用排水路として改修された河川であり、日光川水系は周辺地域に用水供給を担う宮田用水の悪水・排水路としての役割を担う。
そのため日光川の水源から野府川との合流地点にかけての上流部は川幅が狭い区間が続いている。福田川、善太川、宝川の合流点から川幅が拡大し、サンビーチ日光川などがある河口部では最大1km近くに及ぶ。国道23号（名四国道）の日光川大橋付近は大部分が橋ではなく堤防となっている。下流部は海抜ゼロメートル地帯であるため、流域全体の約2/3の地域ではポンプによる強制排水が行われている。干満時に河川水位を調整するため、河口部には日光川排水機場及び水閘門が設置されている。なお、河口付近は江戸時代の干拓地である。

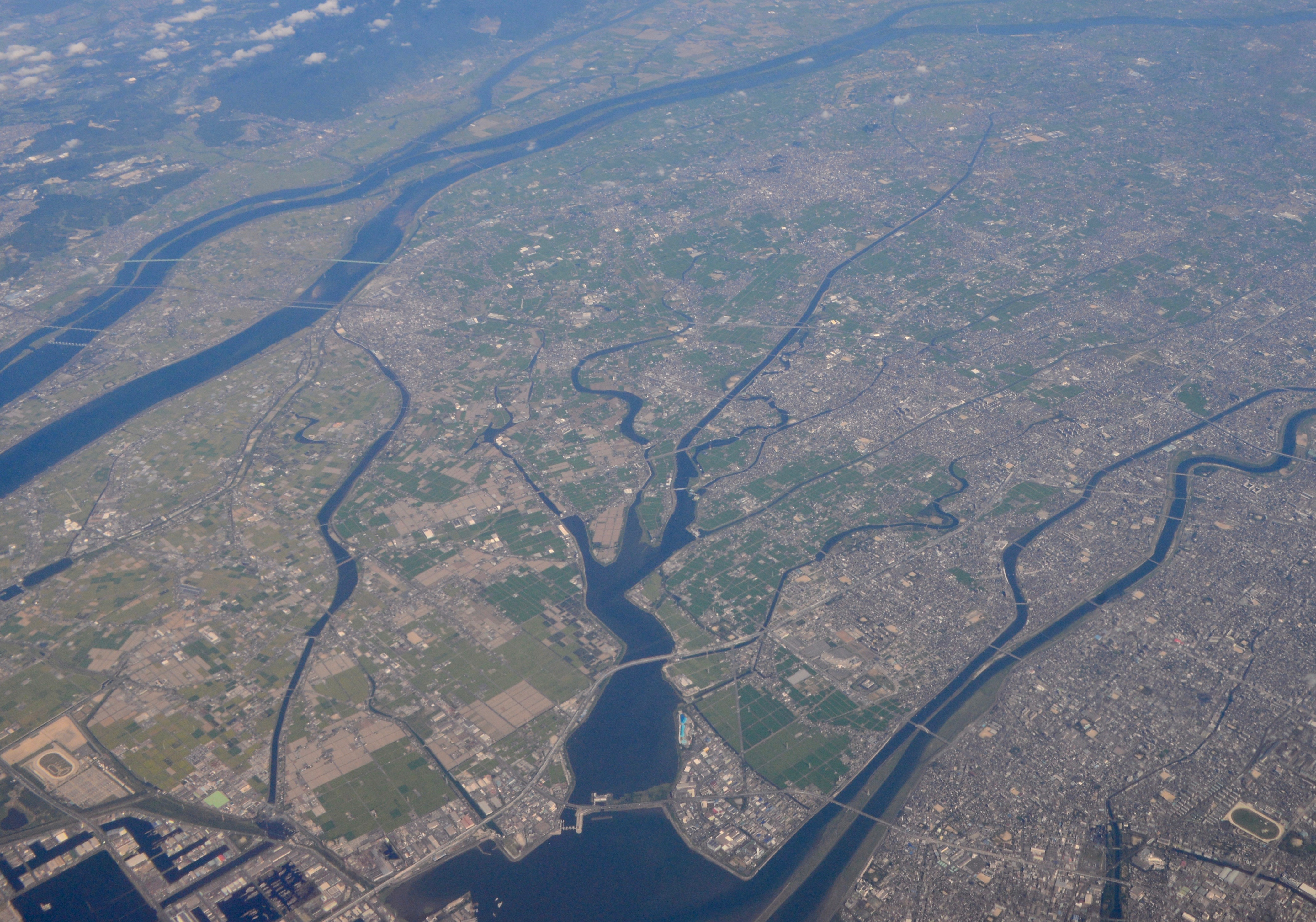
航空写真（中央が日光川）
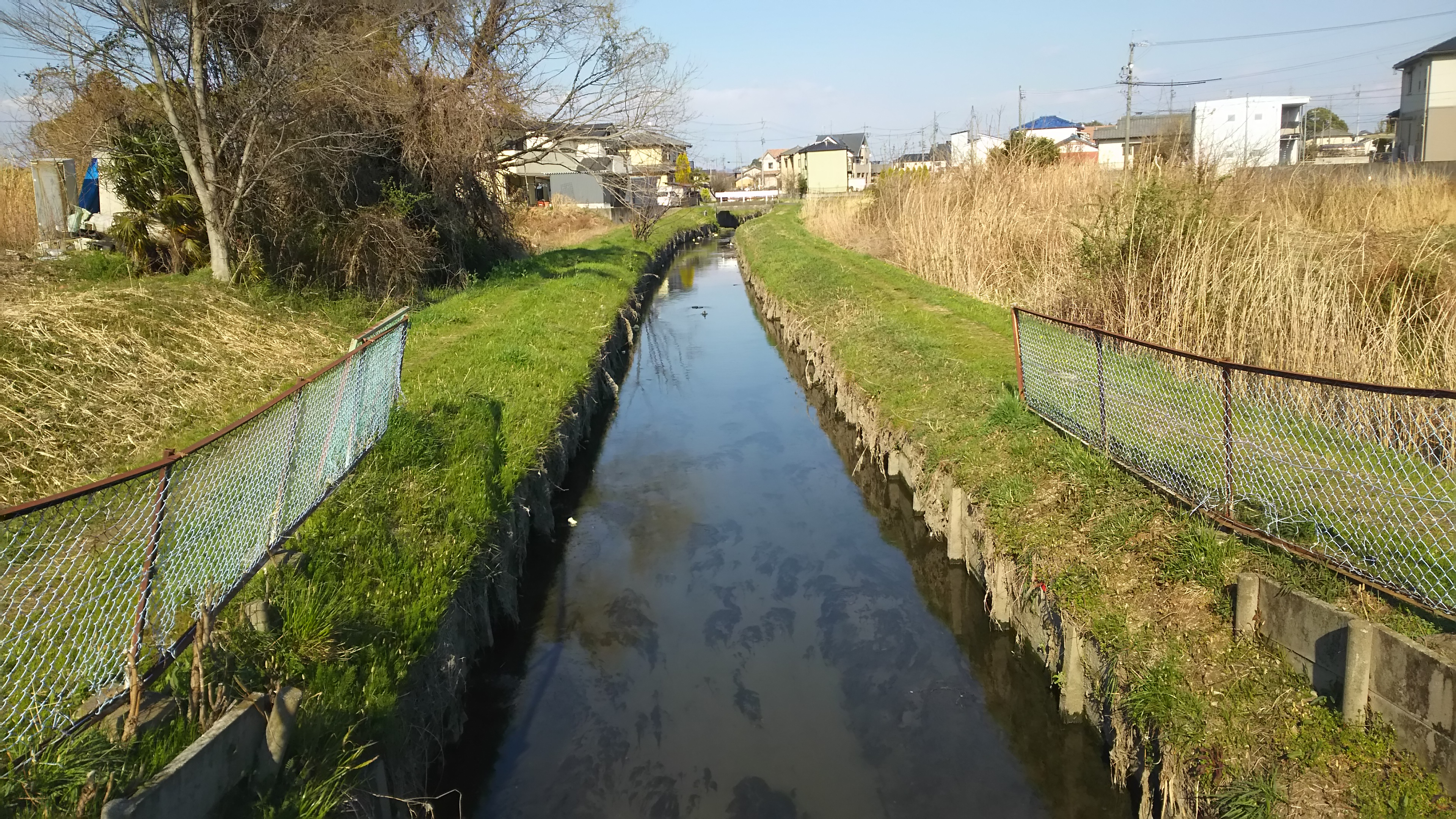
上流部の一宮市浅井町東浅井付近
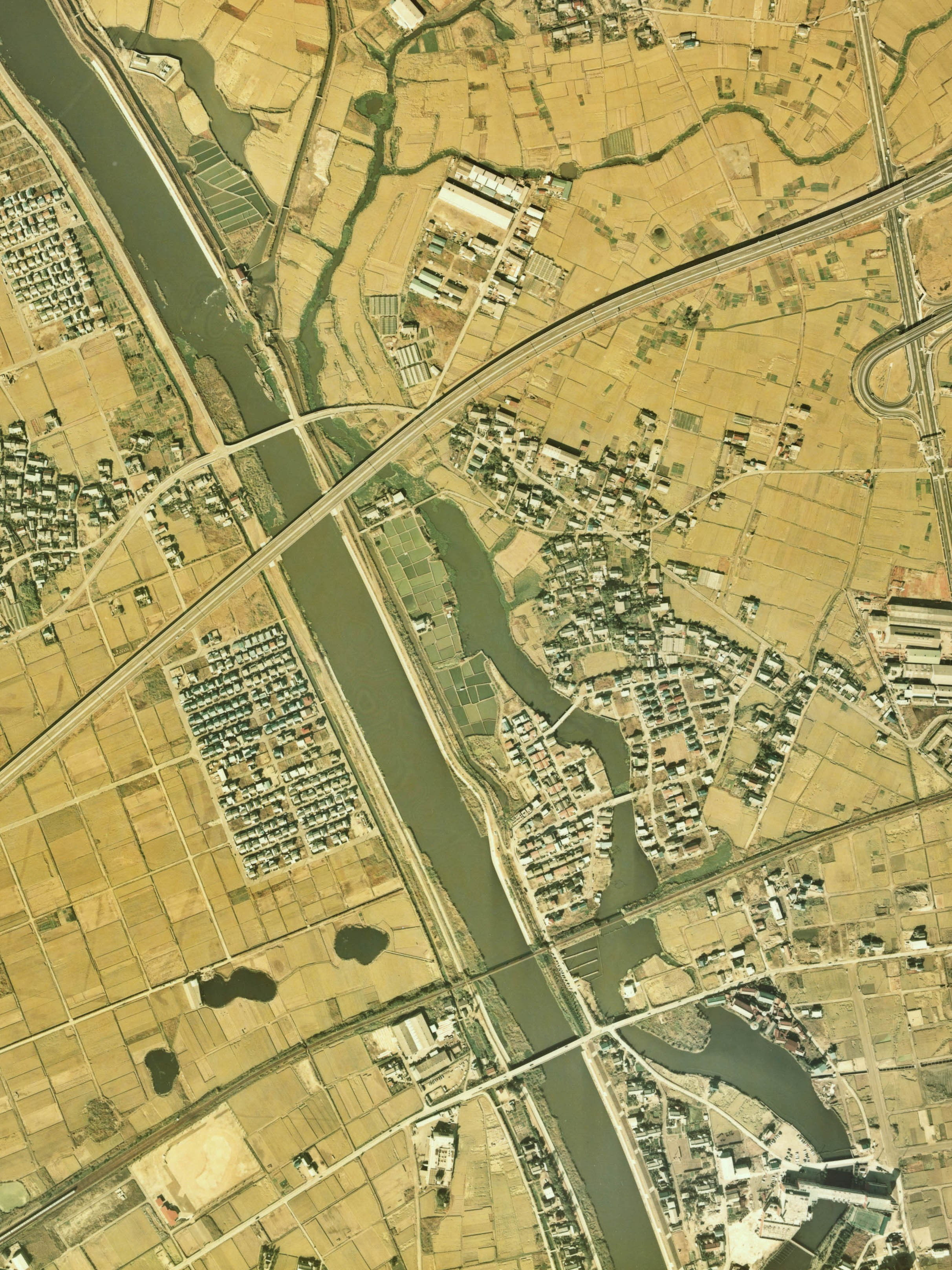
直線状の日光川と蛇行する佐屋川
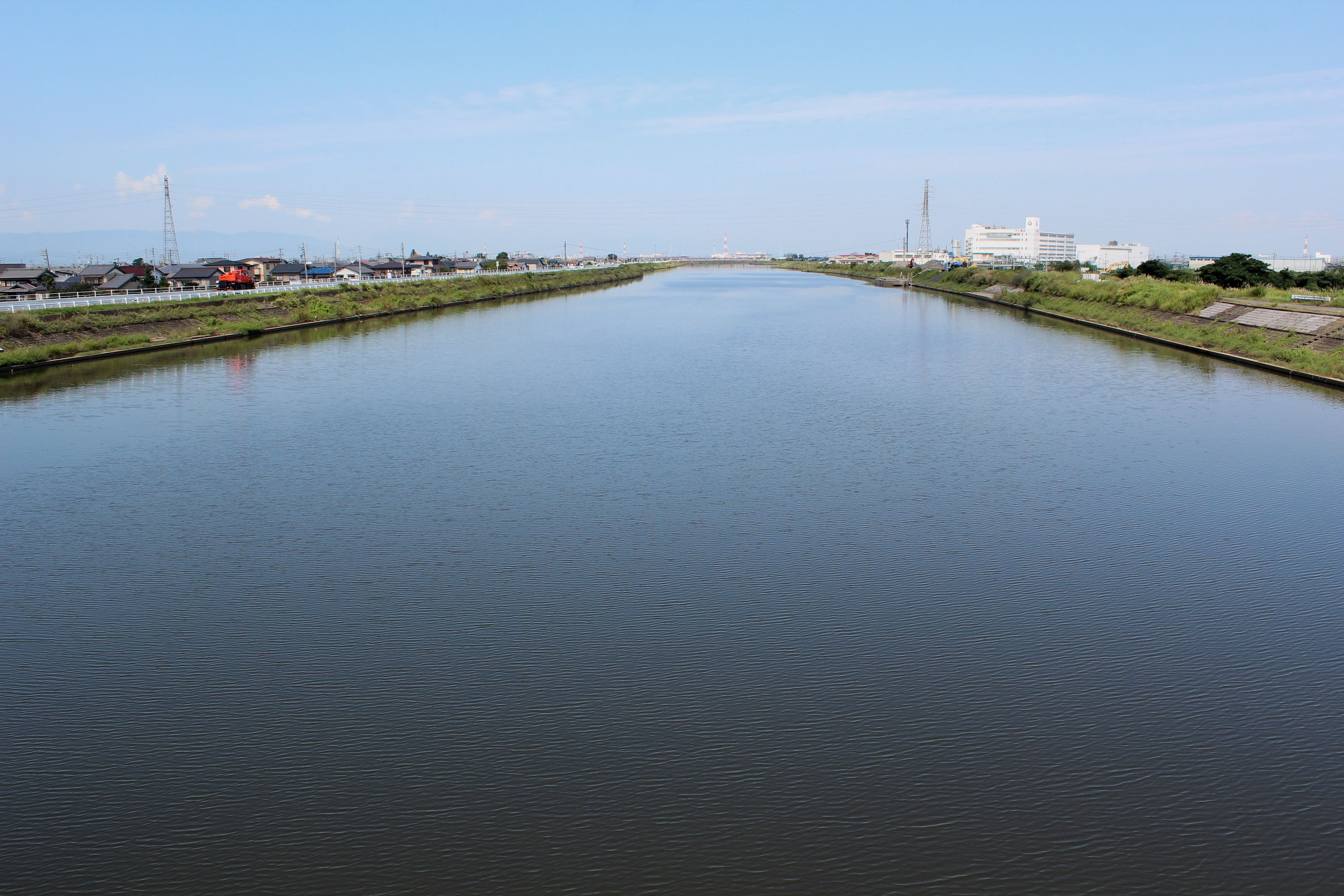
下流部の津島市にある鹿伏兎橋付近

## 歴史

### 萩原川

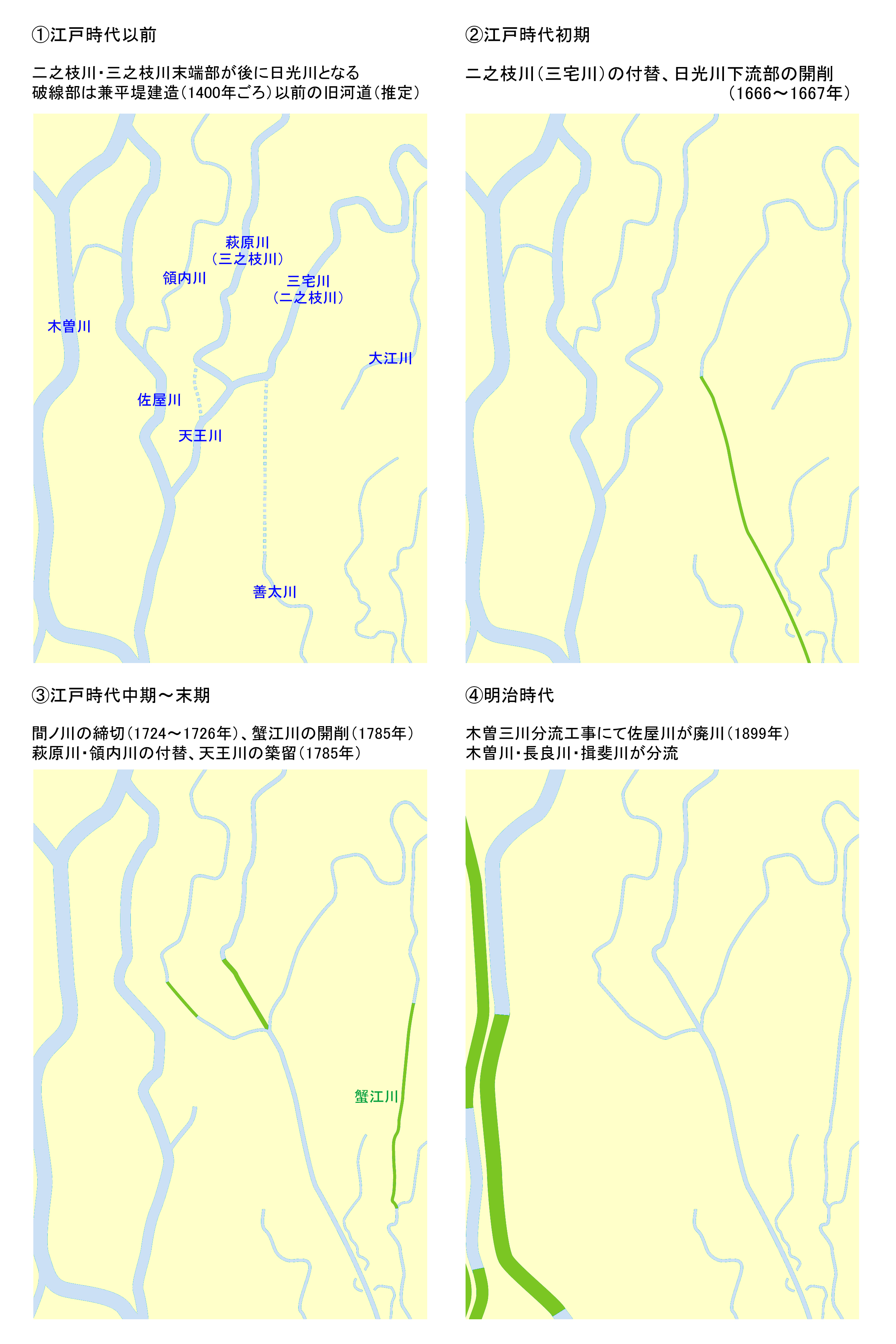
日光川および関連河川の改修工事の歴史

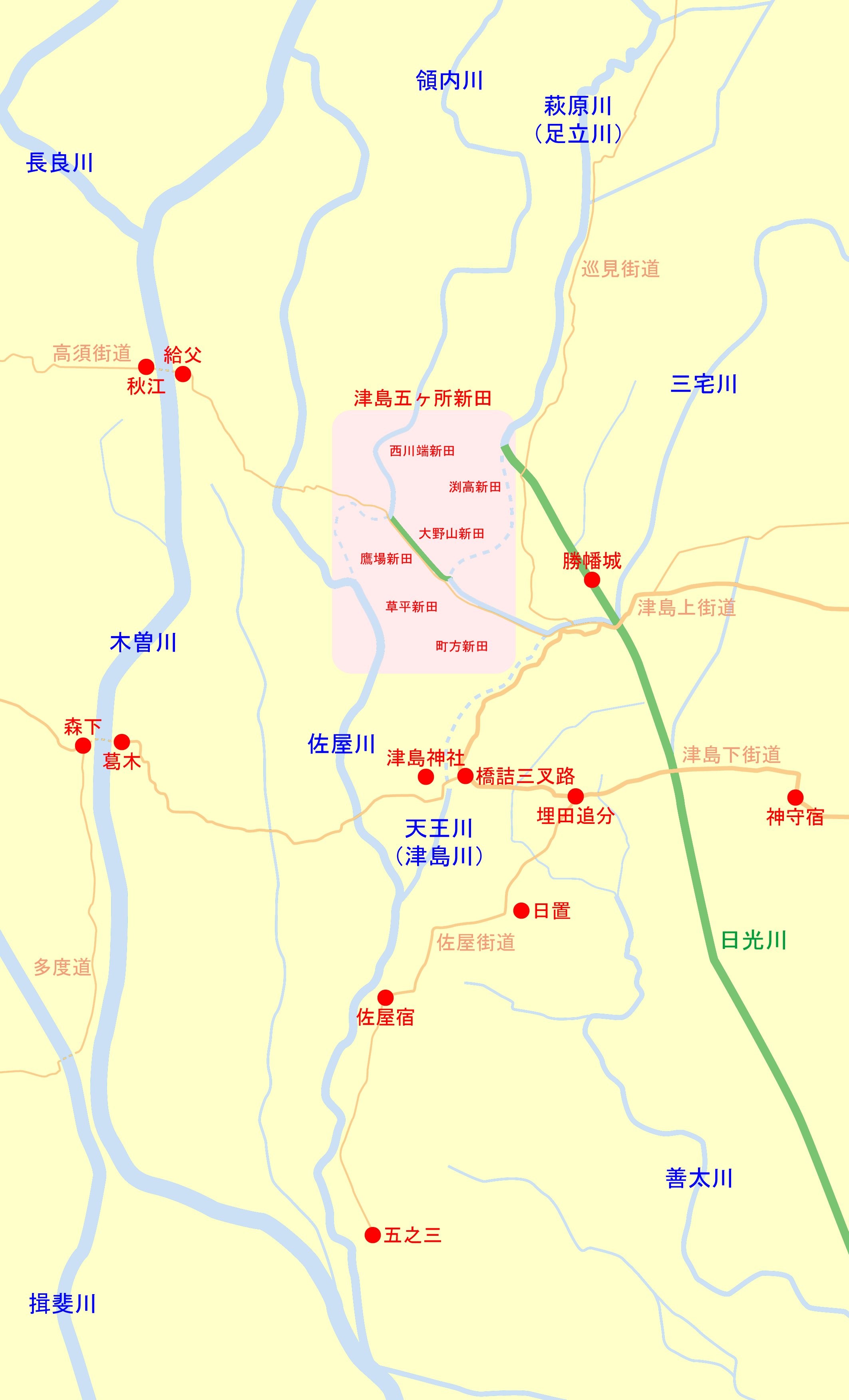
江戸時代末ごろの天王川周辺の位置関係図。破線は江戸時代初期ごろの旧河道、緑線・緑字は開削・付替後の新河道。橙線・橙字は主要街道、赤字は主要な地名など。

現在の日光川は木曽川の派川（木曽八流）の一つ・萩原川（はぎわらがわ、または足立川）を大規模に改修したものであるが、萩原川は現在の日光川とは愛西市渕高町付近以下の流路が大きく異なった。愛西市渕高町から南に流れてやや西に湾曲した後に東に流れて現在の領内川筋へと流れ、天王川となって南に流れて下流では佐屋川を経て木曽川へと至っていた。なお、江戸時代初期には稲沢市平和町領内付近で合流していた三宅川は、古くは現在の愛西市勝幡町付近から南に流れて善太川へと流れる古日光川と呼ばれる流路をとっていた。また、上流部では古川（ふるかわ）とも呼ばれており、古川・萩原川・天王川の流路は三之枝川と呼ばれた。
中下流域は海抜ゼロメートル地帯であり、過去に何度も浸水被害が発生していることから、集落は自然堤防上に築かれ、民家には水屋と呼ばれる避難用の建物も築かれた。
1608年（慶長13年）に木曽川左岸に「御囲堤」が築かれると木曽川から切り離され、それ以来は自己水源を持たない農業用排水路となった。

### 日光川開削工事
時代を経ると徐々に佐屋川の河床上昇に伴って天王川の排水も滞り、三宅川でも排水不良が生じる。尾張藩によって佐屋川洪水時の逆流対策として新たな水路の整備が検討され、まず1666年（寛文6年）から愛西市小津町付近以下の日光川下流部分の開削工事が行われ、1667年（寛文7年）には蟹江新田を経て伊勢湾に注ぐ流路が完成した。この新水路で三宅川は海に通じたが、1667年（寛文7年）秋の暴風雨で各所で水路が決壊したため、河口部は締め切られ杁で排水することとなった。
時代を経てさらに佐屋川の河床上昇が進むと、天王川・萩原川の排水状況も一層悪化した。尾張藩は1785年（天明5年）からの工事で萩原川を三宅川以下の新水路と合流するように付け替え、それに伴って萩原川の下流であった天王川を築留め、同様に排水状況が悪かった領内川も萩原川・三宅川と合流させた。その後、1812年（天明9年）までかけて河口部の杁を撤去するために高潮に備えて新水路の堤防の増築や川幅の拡幅工事が行われ、杁が撤去された後には河川舟運が盛んとなって年貢米の輸送にも用いられた。
江戸時代後期には下流部での新田開発が盛んであり、1801年（享和元年）の飛島新田の完成、1822年（文政5年）の藤高前新田の完成で現在の河口部の形状に近づいた。

### 近代
1959年（昭和34年）9月26日の伊勢湾台風では日光川流域で22か所が破堤し、被害額が約300億円に上る甚大な被害を出した。1974年（昭和49年）7月の豪雨では、愛知県の中でも特に日光川流域で大雨を記録し、流域面積の約52%にあたる15,447ヘクタールが浸水した。1976年（昭和51年）の台風17号では支流の目比川が決壊するなど流域の約31%にあたる9,320ヘクタールが浸水した。 2000年（平成12年）9月11日の東海豪雨では、支流の福田川を中心に内水被害が発生し、流域全体では530ヘクタールが浸水した。
1997年（平成9年）時点の流域の土地利用率は、宅地等の市街地が約49%、水田や畑地等の農地が約43%、その他が約8%だった。2008年（平成20年）時点の流域人口は約83万人だった。2010年（平成22年）には、洪水の際に流量の一部を木曽川に放水する日光川放水路が供用開始された。
2018年（平成30年）3月19日、高潮や南海トラフ地震による津波に備えた新しい水閘門が供用開始された。

## 流域の自治体
日光川の流域には9市2町1村がある。
愛知県
- 江南市
- 一宮市
- 稲沢市
- 清須市
- 愛西市
- 津島市
- あま市
- 海部郡大治町
- 海部郡蟹江町
- 弥富市
- 名古屋市（港区）
- 海部郡飛島村

## 主な支流

### 二級河川
二級河川を下流側から順に記載する。
| 河川                      | よみ                                    | 次数    | 管理者        | 主な経過地                                                | 河川延長 （km） | 流域面積 （km2） | 備考 |
| ------------------------- | --------------------------------------- | ------- | ------------- | --------------------------------------------------------- | --------------- | ---------------- | ---- |
| 日光川                    | にっこうがわ                            | 本川    | 愛知県        | 江南市、一宮市、稲沢市、愛西市、津島市、 蟹江町、名古屋市 | 41              | 299              |      |
| 東小川                    | ひがしおがわ                            | 1次支川 | 名古屋市      | 名古屋市                                                  |                 |                  |      |
| 戸田川                    | とだがわ                                | 1次支川 | 名古屋市      | 名古屋市                                                  | 9.1             | 11.2             |      |
| 宝川                      | たからがわ                              | 1次支川 | 愛知県        | 弥富市                                                    | 1.1             | 19.7             |      |
| 排水路                    | はいすいろ                              | 2次支川 | 弥富市        |                                                           |                 |                  |      |
| 鯏浦1号                   | うぐいうらいちごう                      | 3次支川 | 弥富市        |                                                           |                 |                  |      |
| 鯏浦2号                   | うぐいうらにごう                        | 4次支川 | 弥富市        |                                                           |                 |                  |      |
| 鯏浦3号                   | うぐいうらさんごう                      | 4次支川 | 弥富市        |                                                           |                 |                  |      |
| 市江川                    | いちえがわ                              | 2次支川 | 愛西市        |                                                           |                 |                  |      |
| 西保川                    | にしほがわ                              | 3次支川 | 愛西市        |                                                           |                 |                  |      |
| 善太川                    | ぜんたがわ                              | 1次支川 | 愛知県        | 蟹江町、弥富市、愛西市                                    | 12              | 20.4             |      |
| 福田川                    | ふくだがわ                              | 1次支川 | 愛知県        | 稲沢市、あま市、大治町、名古屋市、蟹江町                  | 16.2            | 33.5             |      |
| 小糠田川                  | こぬかでんがわ                          | 2次支川 | 大治町        |                                                           |                 |                  |      |
| 円楽寺川                  | えんらくじがわ                          | 2次支川 | 大治町        | 大治町                                                    |                 |                  |      |
| 西ノ宮川                  | にしのみやがわ                          | 3次支川 | あま市        |                                                           |                 |                  |      |
| 西條小切戸川 （小切戸川） | にしじょうおぎりどがわ （おぎりどがわ） | 2次支川 | 愛知県 大治町 | あま市、大治町                                            |                 |                  |      |
| 江上田川                  | うがみどがわ                            | 2次支川 | あま市        | あま市                                                    |                 |                  |      |
| 大日川                    | だいにちがわ                            | 3次支川 | あま市        | あま市                                                    |                 |                  |      |
| 塚越川                    | つかこしがわ                            | 3次支川 | あま市        | あま市                                                    |                 |                  |      |
| 沖田川 （市場川）         | おきたがわ （いちばがわ）               | 2次支川 | あま市        |                                                           |                 |                  |      |
| 大渕川                    | おおぶちがわ                            | 2次支川 | あま市        |                                                           |                 |                  |      |
| 下津川 （下津落用水）     | おりづがわ （おりづおちようすい）       | 2次支川 | 稲沢市        |                                                           |                 |                  |      |
| 蟹江川                    | かにえがわ                              | 1次支川 | 愛知県        | あま市、蟹江町                                            | 10.2            | 16.8             |      |
| 上舟川                    | かみふながわ                            | 2次支川 | 蟹江町        |                                                           |                 |                  |      |
| 中筋川                    | なかすじがわ                            | 3次支川 | 蟹江町        |                                                           |                 |                  |      |
| 三明川                    | さんめいがわ                            | 2次支川 | 蟹江町        |                                                           |                 |                  |      |
| 小切戸川                  | おぎりどがわ                            | 2次支川 | 愛知県        | あま市、蟹江町                                            |                 |                  |      |
| 目比川                    | むくいがわ                              | 1次支川 | 愛知県        | 稲沢市、あま市、愛西市、津島市                            | 4.8             | 15.2             |      |
| 三宅川                    | みやけがわ                              | 1次支川 | 愛知県        | 稲沢市、愛西市                                            | 10.6            | 14.4             |      |
| 稲葉川                    | いなばがわ                              | 2次支川 | 稲沢市        |                                                           |                 |                  |      |
| 観音川                    | かんのんがわ                            | 2次支川 | 稲沢市        | 稲沢市                                                    |                 |                  |      |
| 領内川                    | りょうないがわ                          | 1次支川 | 愛知県 一宮市 | 一宮市、稲沢市、愛西市                                    | 12.6            | 33.1             |      |
| 新堀川                    | しんぼりかわ                            | 2次支川 | 愛知県        | 津島市、愛西市                                            |                 |                  |      |
| 須ヶ脇川                  | すがわきがわ                            | 2次支川 | 稲沢市        |                                                           |                 |                  |      |
| 佐屋川                    | さやがわ                                | 2次支川 | 稲沢市        |                                                           |                 |                  |      |
| 山崎川                    | やまざきがわ                            | 2次支川 | 稲沢市        | 稲沢市                                                    |                 |                  |      |
| 高熊川                    | たかくまがわ                            | 2次支川 | 稲沢市        | 稲沢市                                                    |                 |                  |      |
| 居中川                    | いじゅうがわ                            | 2次支川 | 稲沢市        |                                                           |                 |                  |      |
| 光堂川                    | こうどうがわ                            | 1次支川 | 愛知県        | 一宮市、稲沢市                                            | 4.9             | 18.8             |      |
| 大縄川                    | おおなわがわ                            | 2次支川 | 愛知県 一宮市 | 一宮市                                                    |                 |                  |      |
| 妙戸川                    | みょうどがわ                            | 1次支川 | 一宮市        |                                                           |                 |                  |      |
| 生出川                    | はいでがわ                              | 1次支川 | 稲沢市        |                                                           |                 |                  |      |
| 新堀川                    | しんほりかわ                            | 1次支川 | 一宮市        | 一宮市                                                    |                 |                  |      |
| 古溝川                    | ふるみぞがわ                            | 1次支川 | 一宮市        |                                                           |                 |                  |      |
| 野府川                    | のぶがわ                                | 1次支川 | 愛知県 一宮市 | 一宮市                                                    | 7.3             | 27.4             |      |
| 西沼川                    | にしぬまがわ                            | 2次支川 | 一宮市        |                                                           |                 |                  |      |
| 17号川                    | じゅうななごうがわ                      | 2次支川 | 一宮市        |                                                           |                 |                  |      |
| 郷東川                    | ごうとうがわ                            | 2次支川 | 一宮市        |                                                           |                 |                  |      |
| 南出川                    | みなみでがわ                            | 2次支川 | 一宮市        |                                                           |                 |                  |      |
| 稲荷川                    | いなりがわ                              | 2次支川 | 一宮市        |                                                           |                 |                  |      |
| 神戸川                    | かんべがわ                              | 2次支川 | 一宮市        | 一宮市                                                    |                 |                  |      |
| 新田浦川                  | しんでんうらがわ                        | 2次支川 | 一宮市        |                                                           |                 |                  |      |
| 中平川                    | なかひらがわ                            | 2次支川 | 一宮市        |                                                           |                 |                  |      |
| 郷浦川                    | ごううらがわ                            | 2次支川 | 一宮市        |                                                           |                 |                  |      |
| 洗心川                    | せんしんがわ                            | 2次支川 | 一宮市        |                                                           |                 |                  |      |
| 江西川                    | えにしがわ                              | 2次支川 | 一宮市        |                                                           |                 |                  |      |
| 新丹羽川 （川崎排水路）   | しんたんばがわ （かわさきはいすいろ）   | 2次支川 | 一宮市        |                                                           |                 |                  |      |
| 玉ノ井川                  | たまのいがわ                            | 3次支川 | 一宮市        |                                                           |                 |                  |      |
| 今伊勢川                  | いまいせがわ                            | 2次支川 | 一宮市        |                                                           |                 |                  |      |
| 新門間川                  | しんかどまがわ                          | 2次支川 | 一宮市        |                                                           |                 |                  |      |
| 奥屋敷川                  | おくやしきがわ                          | 3次支川 | 一宮市        |                                                           |                 |                  |      |
| 門間川                    | かどまがわ                              | 3次支川 | 一宮市        |                                                           |                 |                  |      |
| 割田里小牧川              | わりでんさとこまきがわ                  | 2次支川 | 一宮市        | 一宮市                                                    |                 |                  |      |
| 割田川                    | わりでんがわ                            | 2次支川 | 一宮市        | 一宮市                                                    |                 |                  |      |
| 北古川                    | きたふるかわ                            | 2次支川 | 愛知県        | 一宮市                                                    |                 |                  |      |
| 里小牧川                  | さとこまきがわ                          | 3次支川 | 一宮市        | 一宮市                                                    |                 |                  |      |
| 五反田川                  | ごたんだがわ                            | 2次支川 | 一宮市        |                                                           |                 |                  |      |
| 北山川                    | きたやまがわ                            | 2次支川 | 一宮市        |                                                           |                 |                  |      |
| 今一川                    | いまいちがわ                            | 1次支川 | 一宮市        |                                                           |                 |                  |      |
| 馬寄川                    | うまよせがわ                            | 1次支川 | 一宮市        |                                                           |                 |                  |      |
| 小島川                    | おじまがわ                              | 1次支川 | 一宮市        |                                                           |                 |                  |      |
| 高田川                    | たかだがわ                              | 1次支川 | 一宮市        | 一宮市                                                    |                 |                  |      |
| 東浅井川                  | ひがしあざいがわ                        | 1次支川 | 一宮市        |                                                           |                 |                  |      |

### それ以外の関連河川
- 佐屋川 - 日光川西岸の津島市・海部郡蟹江町付近を流れる普通河川。延長10.2km。流域面積16.8km2[1]。
- 大膳川 - 日光川東岸の愛西市・海部郡蟹江町付近を流れる普通河川。

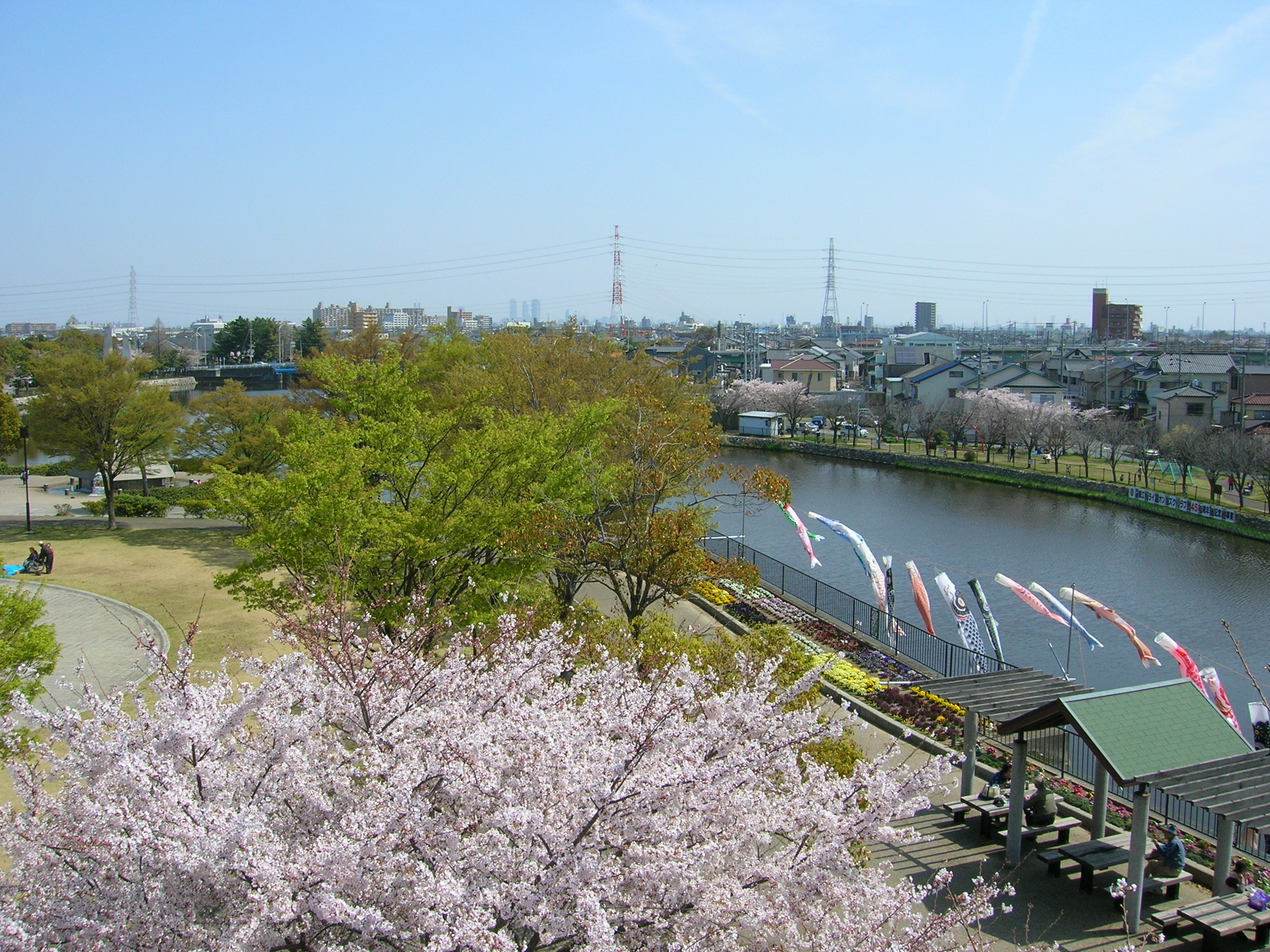
佐屋川
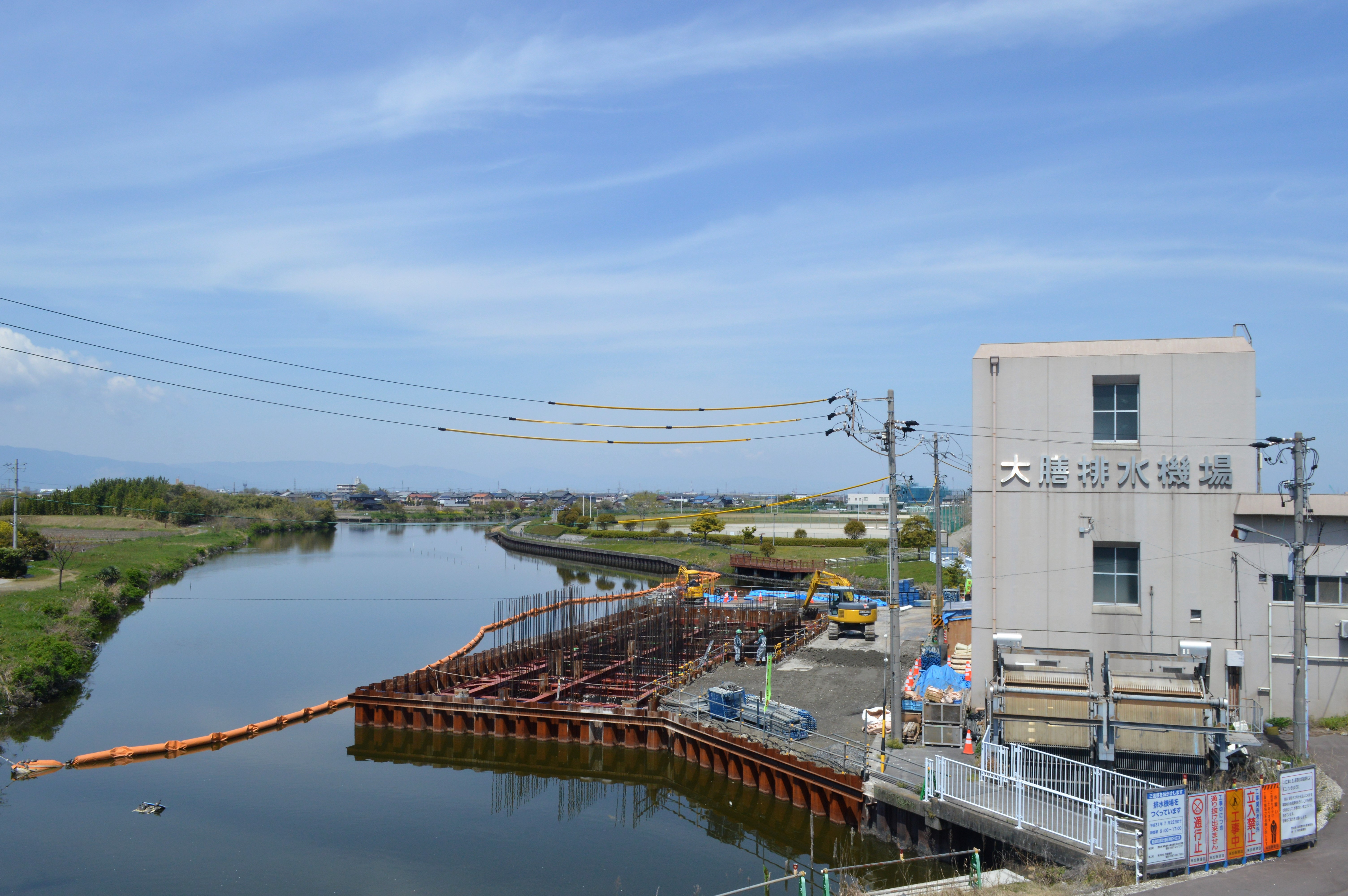
大膳川
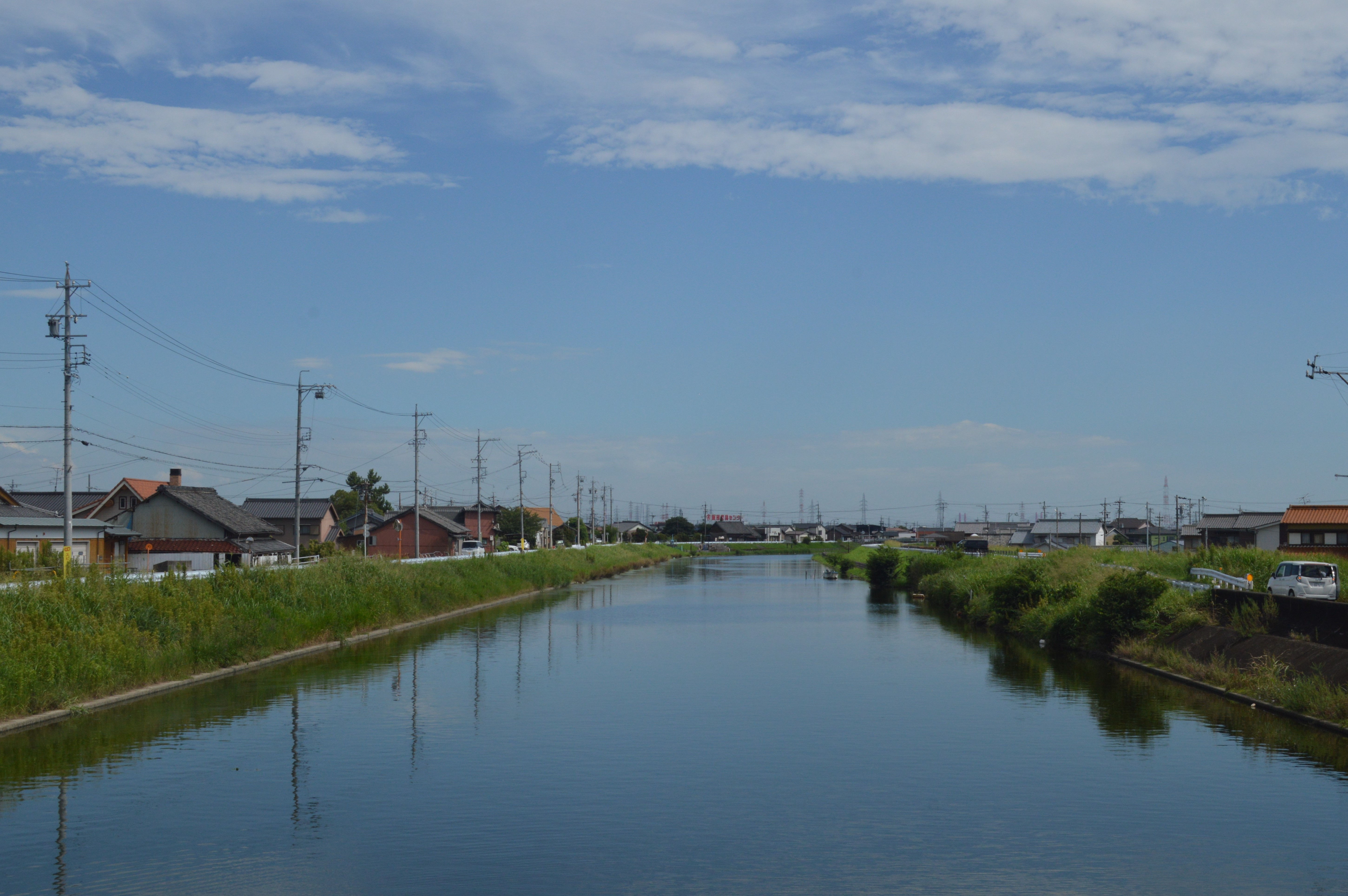
蟹江川
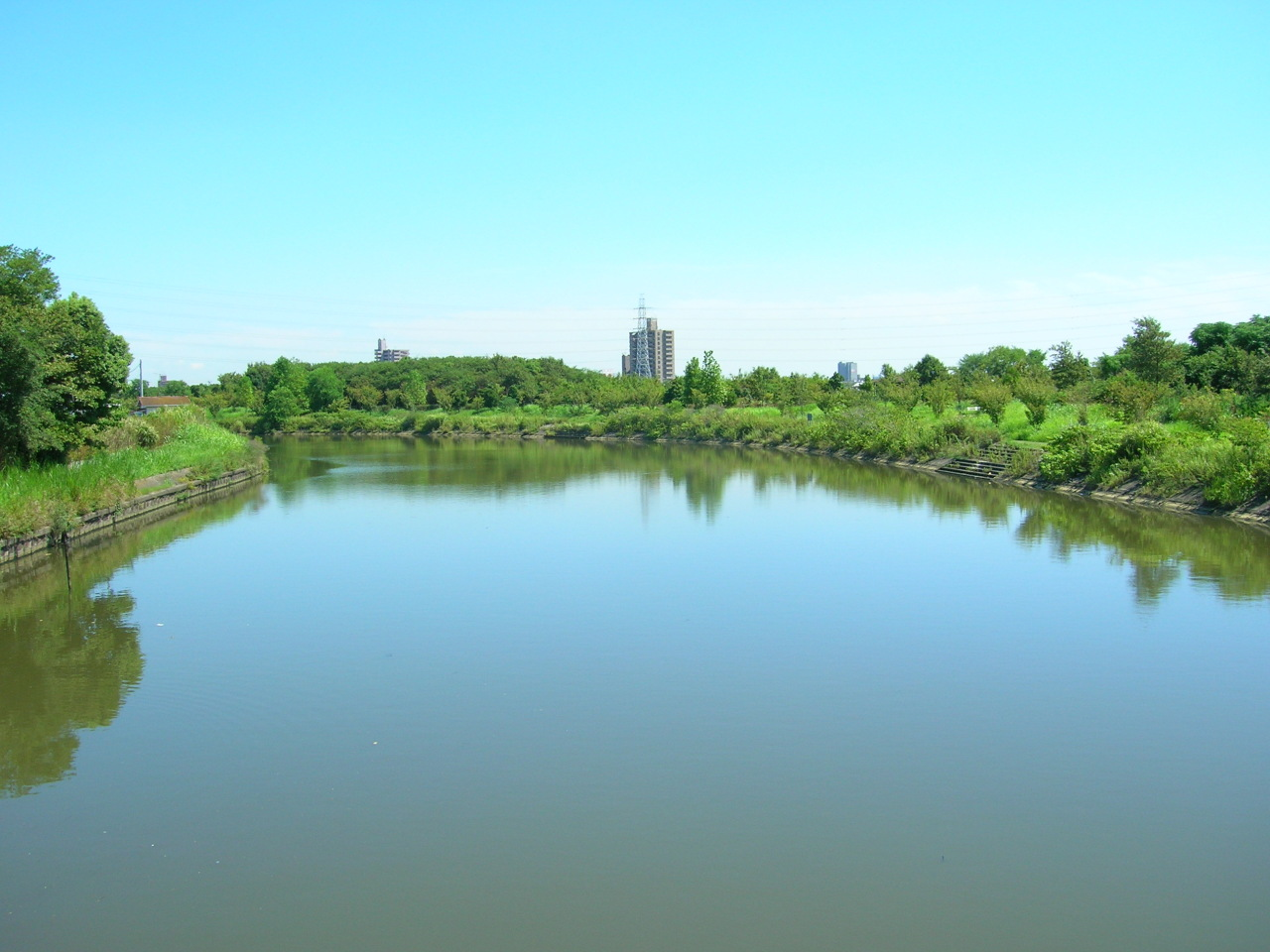
戸田川
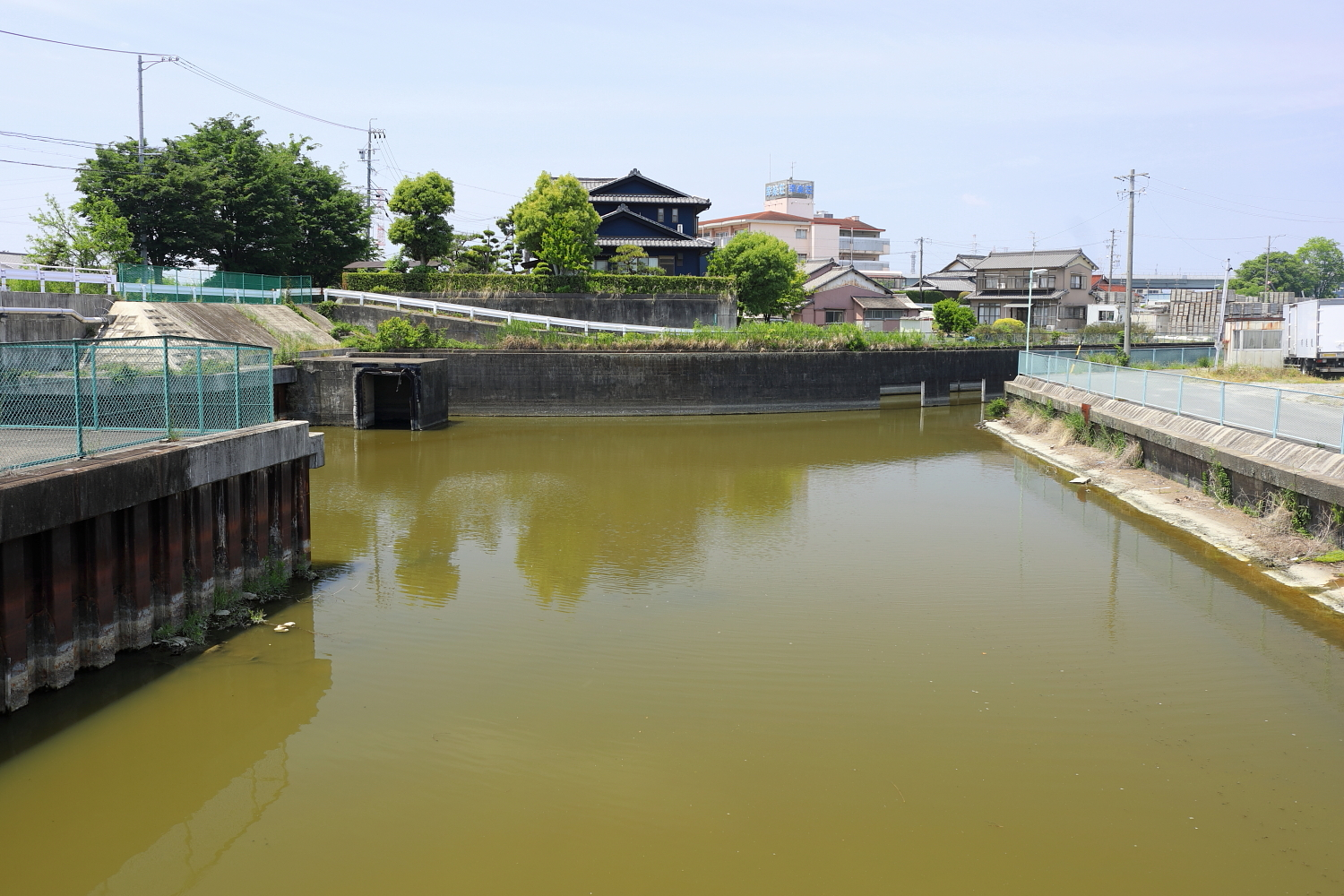
東小川

## 橋梁

### 上流部部（～野府川合流点）
- 松竹橋
- 竜泉寺橋
- 新開橋
- 日待橋
- 田待橋 - 愛知県道153号浅井清須線
- 温故井橋
- 新温故井橋
- 北山橋
- 古川橋
- 小島橋
- 日光川橋 - 国道22号（名岐バイパス）
- 郷浦橋
- 西小島橋
- 権現橋
- 名栗東橋
- 深田橋
- 名栗南橋
- 和田東橋
- 和田橋
- 日光橋 - 愛知県道190号名古屋一宮線
- 原橋
- 野黒橋
- 伏木橋
- 東神橋
- 千間橋- 愛知県道146号奥音羽線
- 一色橋
- ほほえみ橋
- 日光橋
- 荒木橋
- 新一宮橋
- 弁天小橋
- 共栄橋
- 大和橋
- 寺前橋
- 福森橋
- 花福橋
- 新花福橋
- 古川橋

### 中流部部（野府川合流点～三川合流点）
- 板倉橋 - 愛知県道145号冨田一宮線
- 北今大橋 - 愛知県道145号冨田一宮線
- 北今橋
- 北宮橋
- 風張橋
- 橋上橋 - 愛知県道136号一宮清須線
- 萩原橋 - 愛知県道136号一宮清須線
- 新橋 - 愛知県道513号一宮西中野線
- 萩原南橋
- 塚戸橋
- 天王橋
- 山脇橋 - 愛知県道135号羽島稲沢線
- 山西橋 - 愛知県道133号稲沢祖父江線
- 森上橋 - 愛知県道67号名古屋祖父江線
- 本甲一色橋 - 愛知県道130号馬飼井堀線
- 丸渕橋 - 愛知県道130号馬飼井堀線
- 法立橋
- 大正橋 - 愛知県道128号給父清須線
- 本郷橋
- 西光橋 - 愛知県道458号一宮弥富線
- 下起橋
- 新平和橋 - 国道155号
- 宮浦橋
- 六輪橋 - 愛知県道126号給父西枇杷島線
- 嫁振橋
- 城西橋
- 小津橋 - 愛知県道121号津島稲沢線

### 下流部部（三川合流点～河口）
- 古瀬南橋 - 愛知県道79号あま愛西線
- 日光橋
- 津島日光橋 - 愛知県道68号名古屋津島線
- 新おにえ橋 - 愛知県道115号津島七宝名古屋線
- 御贄橋
- 鹿伏兎橋 - 愛知県道40号名古屋蟹江弥富線・愛知県道114号津島蟹江線（重複）
- 名阪北日光川橋 - 東名阪自動車道
- 観音寺橋 - 愛知県道29号弥富名古屋線
- 日光大橋 - 国道1号
- 大海用橋
- 新日光川橋 - 愛知県道66号蟹江飛島線
- 日光大橋 - 愛知県道70号名古屋十四山線
- 飛島大橋 - 国道302号（名古屋環状2号線）
- 日光川大橋 - 国道23号（名四国道）